# إكس إكس إكس: عودة إكساندر كايج
إكس إكس إكس: عودة إكساندر كايج (بالإنجليزية: xXx: The Return of Xander Cage)‏ هو فيلم أمريكي من إخراج د. ج. كاروس صدر في عام 2017. الفيلم بطولة فين ديزل، ديبيكا بادوكون، دوني ين، توني جا، نينا دوبريف، روري ماكان، كريس وو، وصامويل جاكسون. الفيلم هو الجزء الثالث من سلسلة أفلام إكس إكس إكس وبالتالي تكملة لكلا من فيلم إكس إكس إكس عام 2002 وعام 2005 فيلم إكس إكس إكس: عن حالة الاتحاد.

## قصة الفيلم
تدور أحداث القصة بعد تعرض (إكساندر كايج) لحادث واقترابه من الموت، ولكنه بالرغم من ذلك، يعود سرًا من أجل تنفيذ مهمة خطيرة بالتعاون مع معالجه الخاص (أجوستوس جيبونس).

## أبطال الفيلم
| الممثل          | الدور        |
| --------------- | ------------ |
| فين ديزل        | إكساندر كايج |
| دوني ين         | شيانج        |
| ديبيكا بادكون   | سيرينا       |
| كريس وو         | نيكي         |
| روبي روز        | أديل وولف    |
| توني جا         | تالون        |
| نينا دوبراف     | بيكي         |
| روري ماكان      | تينيسون      |
| ايس كيوب        | داريوس ستون  |
| توني كوليت      | جين مارك     |
| صامويل جاكسون   | جيبونس       |
| ميخائيل بيسبينج | هاوك         |
| هرميون كورفيلد  | اينسلي       |
| نيمار           | نفسه نيمار   |

قالب:Source RS Doublage version québécoise (VQ) sur Doublage.qc.ca

## روابط خارجية
- إكس إكس إكس: عودة إكساندر كايج على موقع IMDb (الإنجليزية)
- إكس إكس إكس: عودة إكساندر كايج على موقع ميتاكريتيك (الإنجليزية)
- إكس إكس إكس: عودة إكساندر كايج على موقع روتن توميتوز (الإنجليزية)
- إكس إكس إكس: عودة إكساندر كايج على موقع نتفليكس (الإنجليزية)
- إكس إكس إكس: عودة إكساندر كايج على موقع قاعدة بيانات الأفلام العربية
- إكس إكس إكس: عودة إكساندر كايج على موقع ألو سيني (الفرنسية)
- إكس إكس إكس: عودة إكساندر كايج على موقع Turner Classic Movies (الإنجليزية)
- إكس إكس إكس: عودة إكساندر كايج على موقع أول موفي (الإنجليزية)
- إكس إكس إكس: عودة إكساندر كايج على موقع بوكس أوفيس موجو (الإنجليزية)
- إكس إكس إكس: عودة إكساندر كايج على موقع فيلمافينيتي (الإسبانية)